# Glypta latigaster
Glypta latigaster är en stekelart som beskrevs av Dasch 1988. Glypta latigaster ingår i släktet Glypta och familjen brokparasitsteklar. Inga underarter finns listade i Catalogue of Life.